# Le Supermarché des ténèbres
 (juin 2011).
 (juin 2011).
Si vous disposez d'ouvrages ou d'articles de référence ou si vous connaissez des sites web de qualité traitant du thème abordé ici, merci de compléter l'article en donnant les références utiles à sa vérifiabilité et en les liant à la section « Notes et références ».
Le Supermarché des ténèbres (Something Wall-Mart This Way Comes en version originale) est le neuvième épisode de la huitième saison de la série animée South Park, ainsi que le 120e épisode de l'émission. Il parodie le film La Foire Des Ténèbres de Walt Disney Productions (Something Wicked This Way Comes en VO) sorti en 1983.

## Synopsis
Une succursale Wall-Mart a été construite à la place de la mare de Stark. Tous les habitants de South Park vont à ce magasin et ne vont faire leurs achats qu'à cet endroit, car les prix sont beaucoup plus bas que chez tous les autres magasins de la ville. Ceux-ci, privés de clientèle, ferment. Pour le chasser de la ville, Kyle et Stan n'ont pas d'autre choix que de trouver le moyen de détruire le Wall-Mart... définitivement.